# 罗德里戈·帕斯·佩雷拉
罗德里戈·帕斯·佩雷拉（西班牙語：Rodrigo Paz Pereira，1967年9月22日—）是玻利维亚政治人物，自2020年起担任塔里哈省参议员。作为“公民社群”成员，他自2019年起领导“人民优先”公民团体，该团体是“公民社群”在塔里哈的主要合作方。在“团结更新联盟”时期，他曾任塔里哈市长（2015—2020）及市议会主席（2010—2015）。他在更早前代表其父、前总统海梅·帕斯·萨莫拉所属的革命左翼运动党出任塔里哈众议员，其中在2002—2006年代表第49选区，后于2005—2010年代表第46选区。

## 早年生活和职业生涯

### 早年生活
罗德里戈·帕斯·佩雷拉于1967年9月22日出生于西班牙圣地亚哥-德孔波斯特拉，是卡门·佩雷拉·卡瓦略与海梅·帕斯·萨莫拉的长子。其父为革命左翼运动（MIR）的创始人和领袖，后任玻利维亚副总统（1982—1984）及总统（1989—1993）。帕斯的童年与少年时期因父亲在军政府年代的政治活动而长期流亡海外，他先后就读于多国的耶稣会学校。玻利维亚恢复民主后，帕斯入读拉巴斯的圣伊格纳西奥学校。其后，他赴美国华盛顿特区的美利坚大学深造，获国际关系学士（主修经济学）与政治管理硕士学位。在乌戈·班塞尔总统任内（其政府获革命左翼运动支持），他曾任玻利维亚驻西班牙大使馆商务随员，并担任驻世界贸易组织代办。

### 职业生涯
他与兄长海梅·帕斯·佩雷拉一道，被称为国家的“政治继承人”之一——这是一批因与政坛要人关系密切而顺利起步的青年政治家。在2002年大选中，革命左翼运动提名帕斯为塔里哈第49选区（阿维莱斯—门德斯）的候选人，该区是该党的重要票仓。他以明显优势胜出，代表该选区进入2002—2007年国会。尽管当时的社会冲突导致传统政党体系崩溃，但帕斯的政治生涯得以延续。议会任期被缩短两年后，实力已衰的革命左翼运动仍在2005年大选中推举他出战，竞选塔里哈第46选区（塞尔卡多）议席，并与豪尔赫·基罗加的社会民主力量结盟。
帕斯被提名为基督教民主党的总统候选人，参加2025年玻利维亚大选。在8月17日第一轮投票中，他以约32%的得票率位居首位，将于10月19日与前总统豪尔赫·基罗加进行决选。

## 塔里哈市长
到2006年，由于革命左翼运动在当年的制宪大会选举中未能达到所需的2%得票率，该党因此失去了全国注册资格。随后，帕斯加入了“团结更新联盟”，该党由前革命左翼运动成员、塔里哈市长奥斯卡·蒙特斯领导。在2010年地方选举中，帕斯作为候选人名单领衔人，支持蒙特斯竞选市长第三任期。2010年至2015年间，他在蒙特斯任内担任塔里哈市议会主席。2015年地区选举中，帕斯被提名为团结更新联盟的市长候选人以接替蒙特斯。他在选举中大获全胜，赢得了将近六成的选票。
在2015年5月30日的市长就职典礼上，奥斯卡·蒙特斯强调：“从革命左翼运动到团结更新联盟，我们已经连续二十年执政塔里哈。”然而，帕斯的政治计划——以“重振父亲政党的伟大革命左翼运动主义根基”为核心——最终导致了他与蒙特斯的联盟破裂。在任期仅一年后，他便因被指图谋“摧毁团结更新联盟以重建革命左翼运动”而退出该党。帕斯的政治构想最终在2019年4月3日达到高潮，他创立了公民团体“人民优先”。作为领袖，帕斯提出人民优先的目标是将市级与省级的社会力量整合进一个以“人民”为核心理念的政治联盟。
2019年政治危机后，帕斯的市长任期被延长一年。然而他并未履满任期，而是在2020年10月20日提交辞呈以便赴任多民族立法大会参议员。经过为期四天的辩论，市议会最终投票接受了他的辞职，并推选其议长阿方索·莱马作为继任者。
2024年，塔里哈省检察院以涉嫌违规操作对帕斯提起正式指控，案件涉及其任内授标的“7月4日大桥”公共工程项目。该桥在2018年帕斯市长任期内以7,320万玻利維亞諾诺承包，如今却因造价高企被广泛称为“百万美元大桥”。工程直到他卸任数年后才竣工。现任市长约翰尼·托雷斯提出指控，案件目前由塔里哈第四反腐败法庭审理。

## 参议院

### 选举
在2019年大选中，人民优先与基督教民主党结盟，推出帕斯的父亲、前总统海梅·帕斯·萨莫拉作为总统候选人。然而不久之后，因与基督教民主党内部产生分歧，帕斯·萨莫拉宣布退选。随后罗德里戈·帕斯转而支持公民社群的卡洛斯·梅萨。2020年2月3日，人民优先正式与公民社群结盟，推举帕斯为该联盟在塔里哈的第一参议员候选人。

### 任内
在其任期内，帕斯积极推动人口普查改革，尤其针对计划于2022年底举行的人口普查。2022年1月，他提出一项法案，主张设立省级统计研究所，以生成省、市及地区层面的统计数据。该法案若获通过，将使普查过程从国家统计局手中实现部分去中心化。帕斯坚称，这将使2022年的人口普查成为真正的“人民的普查”。与此同时，他批评政府在普查筹备与实施环节缺乏透明度。2月7日，公民社群党团向发展规划部提交请愿书，要求就相关计划活动出具报告。但截至3月初，公民社群表示尚未收到回应。在承认因时间不足而无法建立省级统计研究所的情况下，帕斯又提出建立跨机构监督委员会的替代方案，成员应包括省政府、市政府、大学、地区商会、社会组织及其他相关团体，以确保普查过程的公开与透明。